# Trochalus opacipennis
Trochalus opacipennis är en skalbaggsart som beskrevs av Moser 1916. Trochalus opacipennis ingår i släktet Trochalus och familjen Melolonthidae. Inga underarter finns listade i Catalogue of Life.